# Villaquilambre
Villaquilambre là một đô thị trong tỉnh León, Castile và León, Tây Ban Nha. Theo điều tra dân số 2007 (INE), đô thị này có dân số là 15.597 người.
42°37′B 5°36′T / 42,617°B 5,6°T